# 下司弘之
下司 弘之（げし ひろゆき、1959年〈昭和34年〉8月24日 - ）は、日本の運輸・国土交通技官。

## 経歴
兵庫県生まれ。1985年3月に京都大学大学院工学研究科を修了。国家公務員採用上級甲種試験（土木）に合格し、1985年4月に運輸省入省。
2018年7月31日から2019年7月9日まで国土交通省港湾局長を務めた。

## 年譜
2014年10月までの経歴の出典
- 1985年04月：運輸省入省
- 1995年
  - 07月：運輸省第二港湾建設局港湾工事検査官
  - 10月：運輸省港湾局技術課補佐官
- 1998年04月：運輸省第一港湾建設局企画課長
- 2000年07月：運輸省港湾局技術課補佐官
- 2001年01月：国土交通省港湾局環境・技術課長補佐
- 2003年04月：国土交通省関東地方整備局企画部技術企画官
- 2004年01月：国土交通省関東地方整備局横浜港湾空港技術調査事務所長
- 2006年07月：国土交通省港湾局環境・技術課技術企画官
- 2007年04月：国土交通省港湾局技術企画課技術企画官
- 2008年01月：国土交通省港湾局計画課企画室長
- 2011年08月：国土交通省関東地方整備局港湾空港部長
- 2013年01月：国土交通省港湾局技術企画課長
- 2014年10月01日：国土交通省関東地方整備局副局長[2]
- 2015年07月31日：国土交通省大臣官房技術参事官（港湾局担当）[3]
- 2016年
  - 01月28日：辞職[4]
  - 01月29日：防衛省大臣官房審議官（普天間飛行場代替施設建設担当）[4]
- 2017年07月11日：内閣官房内閣審議官（内閣官房副長官補付）[5]・内閣官房国土強靭化推進室審議官
- 2018年07月31日：国土交通省港湾局長[6]
- 2019年07月09日：辞職[7]
- 2020年
  - 01月01日：港湾空港総合技術センター客員研究員[8]
  - 04月01日：日本製鉄顧問[9]